# Notfallspur (Gefälle)

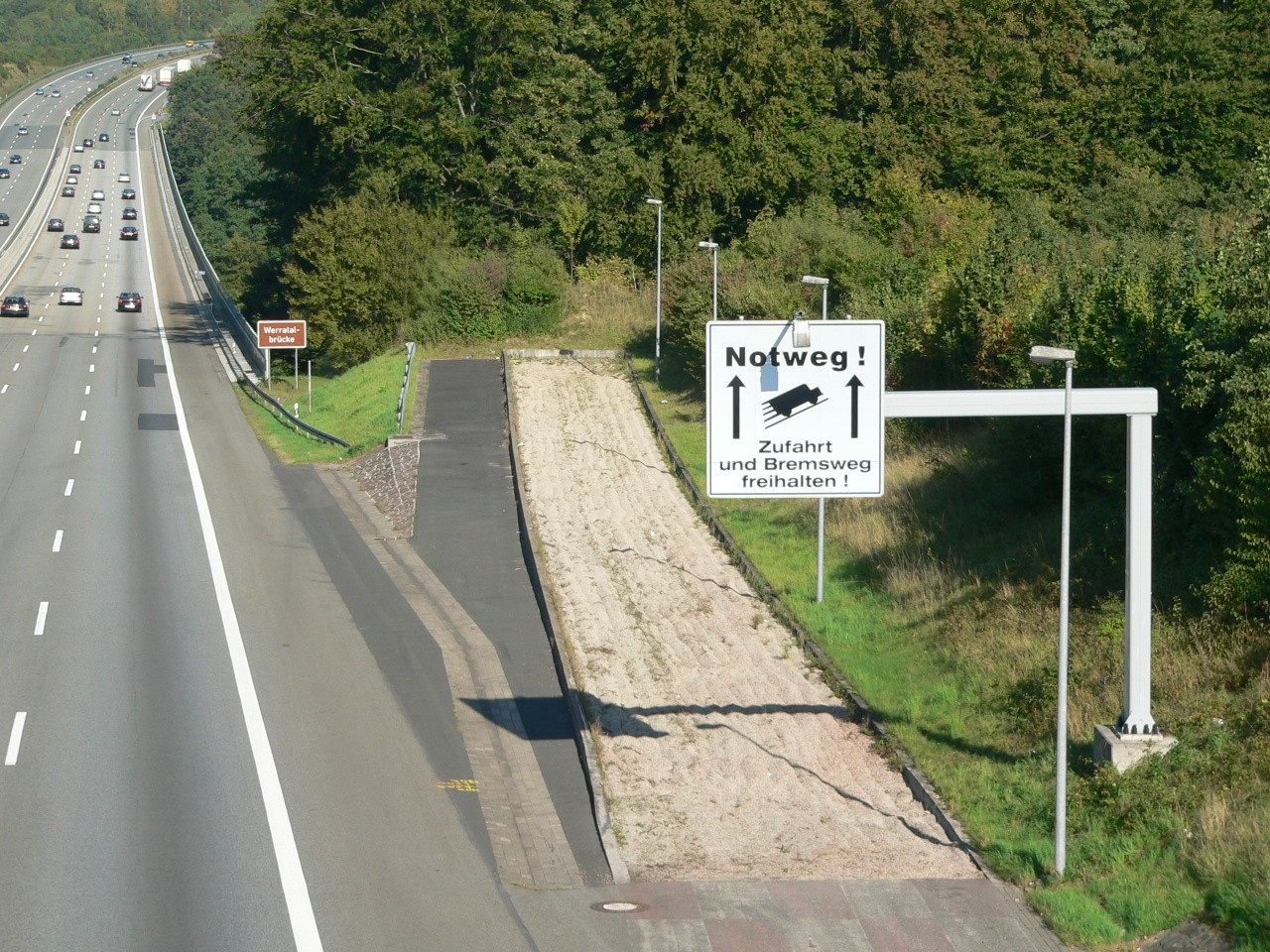
Notbremsweg direkt vor der Werratalbrücke Hedemünden

Eine Notfallspur, auch als Notbremsweg, Bremsnotspur, Fluchtspur, Fangspur, Notweg oder Fluchtstraße bezeichnet, ist eine Straße, die im Notfall benutzt werden kann, wenn bei einer Talfahrt ein Kraftfahrzeug aufgrund eines technischen Defekts nicht mehr gebremst werden kann oder durch Unerfahrenheit des Fahrers seine Geschwindigkeit außer Kontrolle gerät.

## Zweck

Hinweissignal 4.24 «Notfallspur» (Schweiz)

Die Notfallspur dient der Verzögerung eines Fahrzeugs bis zum Stillstand. Die Abbremsung findet einerseits durch den Untergrund, z. B. Kies statt, andererseits durch eine Steigung. Am häufigsten ist die Kombination der beiden Maßnahmen. Notfallspuren dienen der Verhütung von Verkehrsunfällen. Derartige Notfallspuren finden sich häufig an starken, längeren Gefällestrecken und sind insbesondere für schwere LKW gedacht, deren Betriebsbremsen bei zu hoher Geschwindigkeit in der Anfahrt der Gefällestrecke regelrecht „abrauchen“, d. h. heiß laufen und dabei neben dem Verlust der Bremswirkung (Fading) auch eine extreme Rauchentwicklung verursachen können. Bei modernen LKW gibt es zwar eine Kombination von Motorbremse und Retarder, die als verschleißfreie sogenannte Dauerbremsen ausgelegt sind, diese Bremsenkombination reicht jedoch bei Gefällestrecken von mehr als 3–4 % bei weitem nicht aus, um die Geschwindigkeit des LKW zu halten. Bei einem Gefälle von deutlich mehr als 5 % kann es daher passieren, dass der LKW die Geschwindigkeit eines normal fahrenden PKW von 120 bis 130 km/h (im Extremfall auch mehr) annimmt und damit unbeherrschbar wird.

## Beispiele
Die Gefällestrecke zwischen dem Grenzübergang Zinnwald im Erzgebirge auf deutscher Seite und der tschechischen Stadt Teplitz ist mit 10 km Länge und einem Gefälle von 12 % eine gefährliche Gefällestrecke Europas. Hier gibt es auf einem Kilometer vor Eichwald 3 Notbremswege; diese werden trotz der Geschwindigkeitsbegrenzung für LKW auf 30 km/h relativ häufig beansprucht.
Nach dem verheerenden Unfall mit einem Tanklastzug in Herborn und einem weiteren Unfall an derselben Stelle wurde die Gefällestrecke, die in die Stadt führt, mit einer Schikane versehen, die nur mit maximal 30 km/h durchfahren werden kann. Schnellere Fahrzeuge können der Kurve nicht folgen und werden so zwangsweise auf die vorhandene Notfallspur geleitet.
Weitere Beispiele:
- Notfallspur auf der BAB 7 (Deutschland) in nördlicher Richtung vor der Werratalbrücke Hedemünden (siehe Foto)
- Notfallspur auf der Bundesstraße 500 (Deutschland) von Höchenschwand nach Waldshut, auf der Höhe von Waldshut Eschbach, im Südschwarzwald
- Abzweigender Weg: in der untersten Serpentine der Wurzenpassstraße auf österreichischer Seite
- Fünf Notbremswege am Zirler Berg (B 177 in Österreich), im oberen Teil vor der Haarnadelkurve
- Notwege an der Nordabfahrt des Brennerpasses im Zuge der Brennerautobahn vor Innsbruck
- Notfallspuren auf der A9 am Simplonpass (Schweiz)[1]
- Notfallspur am Ende der A12 vor dem Autobahndreieck A9/A12 La Veyre bei Vevey (Schweiz)
- Notfallspur an der Bundesstraße 51 in Deutschland vor der westlichen Ortseinfahrt von Eicherscheid (Bad Münstereifel) nach einem Gefälle von bis zu 13 %
- Notfallspur mit vorgesetzter Schikane an der Bundesstraße 255 in Deutschland am Ortseingang Herborn West.

## Aufbau und Wirkungsweise
Notfallspuren funktionieren in der Regel nach einem der folgenden Prinzipien oder durch deren Kombination:

### Kiesbett

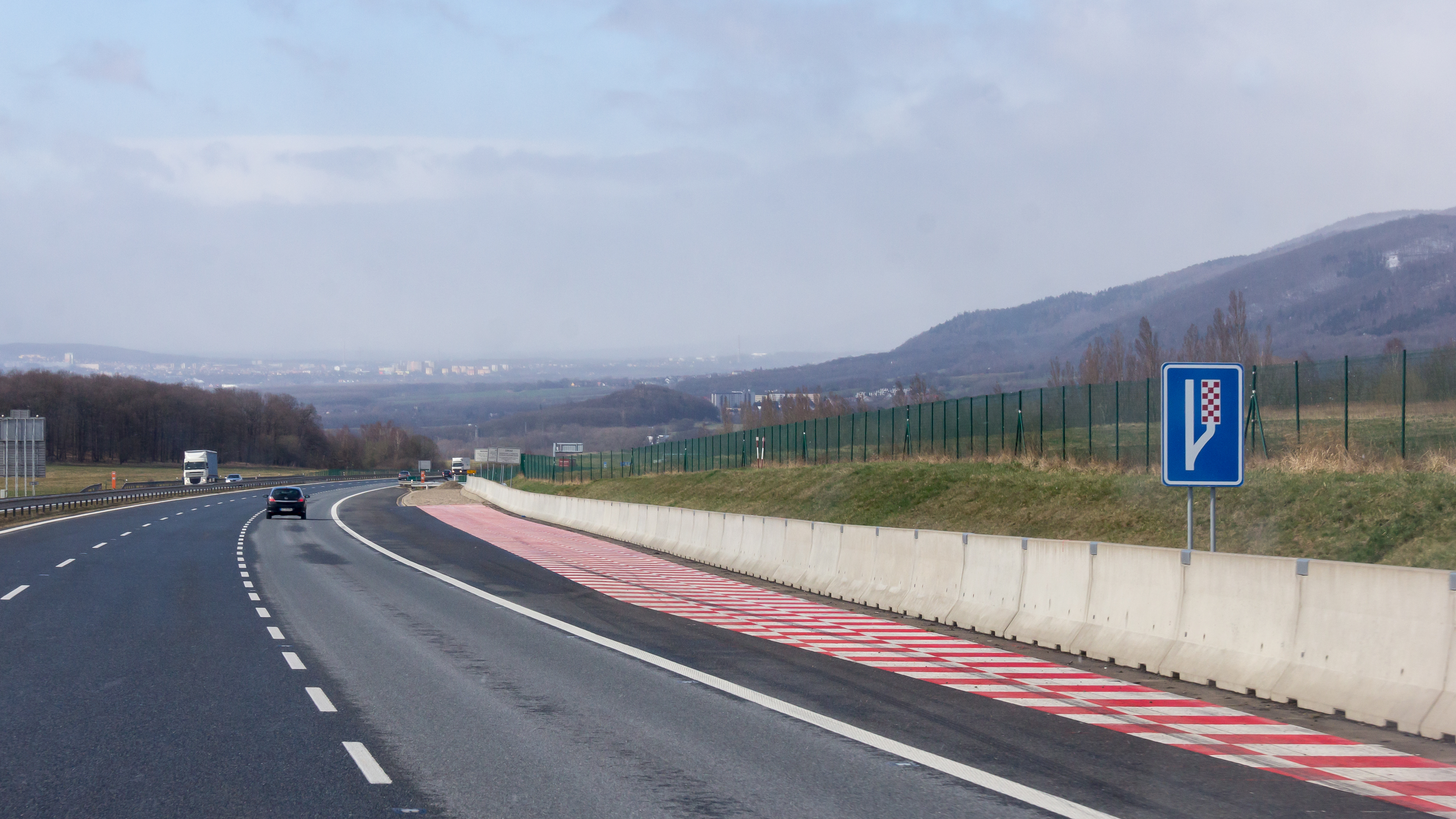
Notfallspur mit Kiesbett an der Dálnice 8 nahe Petrovice

Eine Notfallspur mit Kiesbett ist typischerweise mit Rollkies befüllt. Runde Steine lassen durch ihre leichte Verschiebbarkeit die Räder des Fahrzeugs tief einsinken und bremsen es dadurch rasch ab. Kantiger Schotter trägt dagegen das Fahrzeug, wodurch es weniger stark abgebremst wird.
Die Tiefe der Kiesfüllung sollte mindestens 60 cm betragen. Da sich jedoch Verunreinigungen des Füllmaterials in der Tiefe absetzen und dort die Verschiebbarkeit der Steine beeinträchtigen, ist eine Tiefe bis zu einem Meter empfehlenswert.
Die meisten Notfallspuren werden relativ selten genutzt (einmal im Jahr), es gibt jedoch auch Stellen mit einer starken Häufung. Die „Área de Escape – Curva da Santa“⊙ der BR-376/PR bei Guaratuba (Brasilien) ist mit mehreren Kameras und einem schon vor Ort stehenden Kran ausgestattet. Hier gibt es mehrere Fälle, wo in kurzer Zeit (einmal im Abstand von 9 Minuten) mehrere Fahrzeuge im Kies enden, deren Videos viral gingen.

### Gegensteigung

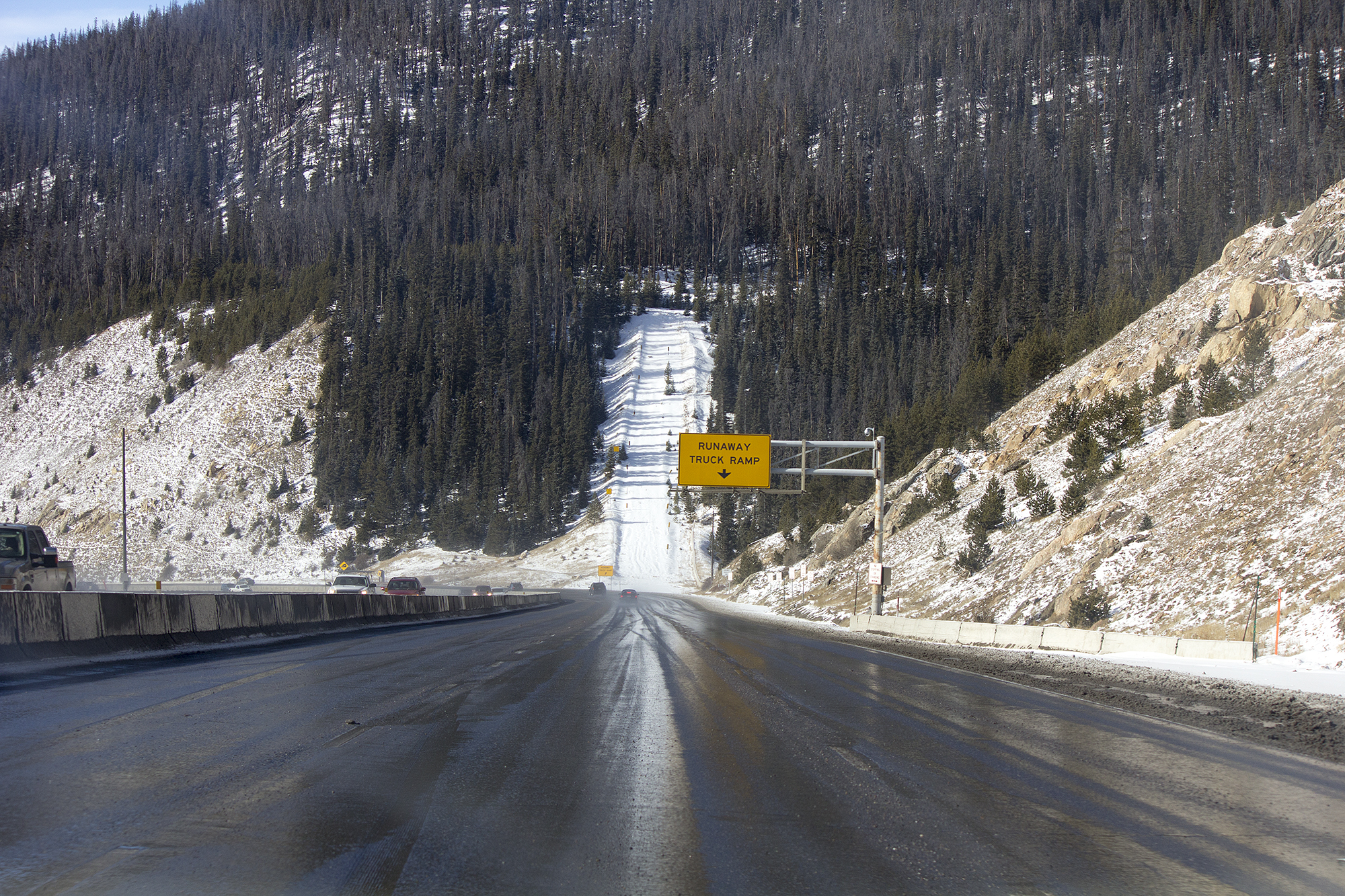
Notfallspur mit Gegensteigung an der Interstate 70 in Colorado

Bei günstigen räumlichen Gegebenheiten kann auf ein Kiesbett verzichtet werden, wenn die Notfallspur eine ausreichende Länge und Gegensteigung aufweist, um die kinetische Energie wieder in potentielle Energie umzuwandeln.